# Аббаси, Форуг
Форуг Аббаси (перс. فروغ عباسی‎; 15 сентября 1993, Шираз, Фарс) — иранская горнолыжница, участница Олимпийских игр 2014 года.

## Биография
Учится в Университете Шахида Бехешти.
В спортивной программе на Олимпийских играх в Сочи Форуг выступала в слаломе с итоговым результатом 2 минуты и 35,69 секунд и 48 местом.
Помимо занятий горнолыжным спортом, участвует в федерации велосипедного спорта, и надеется отобраться на предстоящие Олимпийские игры в Рио-де-Жанейро.
Принимала участие в зимних Олимпийских играх 2018 года.

## Результаты

### Олимпийские игры
| Олимпийские игры | Скоростной спуск | Супергигант | Комбинация | Слалом | Гигантский слалом |
| ---------------- | ---------------- | ----------- | ---------- | ------ | ----------------- |
| Сочи 2014        | —                | —           | —          | 48     | —                 |
| Пхёнчхан 2018    | —                | —           | —          | 49     | —                 |